# Michał Lubomirski (1752–1825)
Michał Lubomirski książę herbu Szreniawa bez Krzyża (ur. w 1752 roku – zm. w 1825 roku w Dubnie) – generał lejtnant komenderujący w Dywizji Wołyńskiej i Podolskiej w 1792 roku, sędzia sejmowy, kawaler maltański (w zakonie od 1798 roku), dziedziczny komandor maltański w Wielkim Przeoracie Katolickim w Rosji.
Syn Stanisława Lubomirskiego wojewody kijowskiego i bracławskiego, rodzony brat Józefa również generała lejtnanta i Ksawerego.
Pułkownik wojsk koronnych w 1776 r. Szef 13. Regimentu Pieszego w latach 1779–1794, generał major komenderujący w Dywizji Ukraińskiej i Podolskiej w 1785 roku, w 1790 r. generał lejtnant komenderujący Dywizją Wołyńską i Kijowską, następnie Wołyńsko-Podolską.
Jako poseł wołyński na sejm 1780 roku wybrany sędzią sejmowym.
Był wolnomularzem, namiestnikiem małopolskim Wielkiego Wschodu Narodowego Polski w 1784 roku.
W 1790 roku odznaczony Orderem Orła Białego, w 1784 roku został kawalerem Orderu Świętego Stanisława, w 1788 odznaczony Orderem Świętego Huberta
W 1792 przeszedł na stronę Targowicy, wydając zapasy armii polskiej pod Dubnem wojskom rosyjskim, za co został zdymisjonowany przez króla Poniatowskiego.
Syn Marceli Lubomirski zginął w 1809 roku podczas zdobywania Sandomierza zajętego przez Austriaków.